# Anita Fetz
Anita Fetz, née le 19 mars 1957 à Bâle (originaire du même lieu, de Gelterkinden et de Domat/Ems), est une femme politique suisse, membre du Parti socialiste.
Elle siège pendant six législatures à l'Assemblée fédérale : deux au Conseil national (de juin 1985 à fin 1989 et de fin 1999 à fin 2003) et quatre au Conseil des États (de fin 2003 à fin 2019).

## Biographie
Anita Fetz naît le 19 mars 1957 à Bâle. Elle est originaire du même lieu, de Gelterkinden dans le canton de Bâle-Campagne et de Domat/Ems dans le canton des Grisons. 
Elle a deux sœurs cadettes et grandit à Bâle et Münchenstein, dans le canton de Bâle-Campagne. Ses parents sont les gérants d'un magasin de radio et de télévision.
Après des études d'histoire économique et sociale aux universités de Bâle et de Berlin, elle travaille pour l'Organisation pour la cause des femmes.
Elle fonde en 1986 le bureau femmedia ChangeAssist, spécialisé dans les conseils en développement personnel, l'égalité des chances et les processus de changement.
Elle est mariée à un juriste, Fritz Jenny, ancien directeur de l'hôpital des bourgeois de Bâle (de).

## Parcours politique
Ses premiers combats politiques datent de l'opposition à la centrale nucléaire de Kaiseraugst dans les années 1970. Elle rejoint ensuite les mouvements féministes.
En tant que membre des Organisations progressistes de Suisse, elle siège de 1984 à 1989 au Grand Conseil du canton de Bâle-Ville puis au Conseil national, de juin 1985, à la suite de la démission de Ruth Mascarin, à décembre 1989, date à laquelle elle démissionne pour se consacrer à son bureau de conseil. Pendant son mandat à la Chambre basse du Parlement suisse, elle est membre de la Commission de la science, de l'éducation et de la culture (CSEC). 
En 1995, elle rejoint le Parti socialiste puis siège à nouveau, de 1997 à 2004, au Grand Conseil. Lors des élections fédérales de 1999, elle est élue à nouveau au Conseil national. Elle siège ensuite au Conseil des États de 2003 à 2019, où elle préside la CSEC de fin 2005 à fin 2007, la Commission des finances (CdF) de fin 2015 à fin 2017 et la Délégation des finances en 2016.
L'une de ses motions, déposée en 2006, est à l'origine de la suppression de la munition conservée à domicile par les soldats de l'armée suisse, hors troupes de premières intervention,.

### Polémique
En été 2004, elle se voit reprocher des dons reçus pour sa campagne électorale de 2003,. La polémique la contraint à quitter plusieurs conseils d'administration mais ne diminue pas sa popularité électorale.

## Publication
- (de) My Baasel. Neun Streifzüge durch Basel für Frauen, Zurich, Xantippe (de), 2017, 200 p.